# روبرت نديب تامبي
روبرت نديب تامبي (بالفرنسية: Robert Ndip Tambe)‏ (مواليد 22 فبراير 1994) هو لاعب كرة قدم كاميروني محترف في مركز المهاجم.

## روابط خارجية
- روبرت نديب تامبي على موقع الاتحاد الدولي (مؤرشف)  (الإنجليزية)
- روبرت نديب تامبي على موقع اتحاد تركيا (لاعب) (الإنجليزية)
- روبرت نديب تامبي على موقع قاعدة بيانات كرة القدم.إي يو (الإنجليزية)
- روبرت نديب تامبي على موقع ناشيونال فوتبول تيمز (الإنجليزية)
- روبرت نديب تامبي على موقع Soccerway.com (الإنجليزية)